# 4 Девы
A¹ Девы (лат. A¹ Virginis), 4 Девы (лат. 4 Virginis) — кратная звезда в созвездии Девы на расстоянии приблизительно 205 световых лет (около 62,8 парсек) от Солнца. Возраст звезды определён как около 220 млн лет.

## Характеристики
Первый компонент (HD 102510) — белая звезда спектрального класса A0, или A1V, или A1. Визуальная звёздная величина звезды — +5,316m. Масса — около 2,102 солнечной, радиус — около 2,032 солнечного, светимость — около 24 солнечных. Эффективная температура — около 9285 K.
Второй компонент — коричневый карлик. Масса — около 44,4 юпитерианской. Удалён в среднем на 2,006 а.е..
Третий компонент (WDS J11479+0815Ab). Удалён на 0,4 угловой секунды.
Четвёртый компонент (TYC 864-865-1) — жёлто-белая звезда спектрального класса G-F. Визуальная звёздная величина звезды — +11,59m. Радиус — около 1,54 солнечного, светимость — около 2,438 солнечной. Эффективная температура — около 5916 K. Удалён на 148,4 угловой секунды.
Пятый компонент (WDS J11479+0815C). Визуальная звёздная величина звезды — +9,94m. Удалён на 482,1 угловой секунды.
Шестой компонент (WDS J11479+0815D). Визуальная звёздная величина звезды — +13,2m. Масса — около 0,25 солнечной. Удалён на 3 угловых секунды (в среднем около 176,2 а.е.).
Восьмой компонент (WDS J11479+0815E). Визуальная звёздная величина звезды — +11,2m. Удалён от пятого компонента на 3,8 угловой секунды.